# Dallas-Fort Worth Film Critics Association Awards 2000
La 6ª edizione dei Dallas-Fort Worth Film Critics Association, annunciata il 6 gennaio 2001, ha premiato i migliori film usciti nel 2000.

## Vincitori
A seguire vengono indicati i vincitori, in grassetto.

### Miglior film
1. Traffic, regia di Steven Soderbergh
2. La tigre e il dragone (臥虎藏龍), regia di Ang Lee
3. Il gladiatore (Gladiator), regia di Ridley Scott
4. Fratello, dove sei? (O Brother, Where Art Thou?), regia di Joel ed Ethan Coen
5. Quasi famosi (Almost Famous), regia di Cameron Crowe
6. Erin Brockovich - Forte come la verità (Erin Brockovich), regia di Steven Soderbergh
7. Galline in fuga (Chicken Run), regia di Peter Lord e Nick Park
8. Wonder Boys, regia di Curtis Hanson
9. Scoprendo Forrester (Finding Forrester), regia di Sean Connery e Rob Brown
10. Conta su di me (You Can Count on Me), regia di  Kenneth Lonergan

### Miglior regista
- Steven Soderbergh - Traffic

### Miglior attore
1. Russell Crowe - Il gladiatore (Gladiator)
2. Sean Connery - Scoprendo Forrester (Finding Forrester)
3. Michael Douglas - Wonder Boys
4. Tom Hanks - Cast Away
5. Geoffrey Rush - Quills - La penna dello scandalo (Quills)

### Miglior attrice
1. Laura Linney - Conta su di me (You Can Count on Me)
2. Joan Allen - The Contender
3. Ellen Burstyn - Requiem for a Dream
4. Julia Roberts - Erin Brockovich - Forte come la verità (Erin Brockovich)
5. Renée Zellweger - Betty Love (Nurse Betty)

### Miglior attore non protagonista
- Albert Finney - Erin Brockovich - Forte come la verità (Erin Brockovich)

### Miglior attrice non protagonista
- Kate Hudson - Quasi famosi (Almost Famous)

### Miglior fotogragia
- Peter Pau - La tigre e il dragone (臥虎藏龍i)

### Miglior sceneggiatura
- Cameron Crowe - Quasi famosi (Almost Famous)

### Miglior film d'animazione
- Galline in fuga (Chicken Run), regia di Peter Lord e Nick Park

### Miglior film straniero
- La tigre e il dragone (臥虎藏龍), regia di Ang Lee

### Peggior film
- Battaglia per la Terra (Battlefield Earth), regia di Roger Christian